# GSC8517-1196
GSC8517-1196 — хімічно пекулярна зоря спектрального класу A8, що має видиму зоряну величину в смузі V приблизно 10,1.